# 魅力中国 (杂志)
魅力中国（英文：Charming China），是中国河南广播电视台主办、于2005年创刊的文化地理类杂志，面向海内外公开发行。魅力中国杂志以解读魅力中国，展现中国魅力为宗旨，全面揭示中国城市经济文化现象。魅力中国杂志社总部位于河南省郑州市经五路2号。